# HC Gherdëina
Der HC Gherdëina (auch HC Gröden) ist ein italienischer Eishockeyverein aus Gröden, der momentan in der Alps Hockey League spielt. Das Heimatstadion Pranives hat eine Zuschauerkapazität von ca. 2.000 Plätzen.

## Geschichte
Der Hockey Club Ortisei wurde am 8. Oktober 1927 gegründet. Die Mannschaft spielte von 1932 bis 1986 ununterbrochen in der Serie A, dabei ab 1965 als HC Gröden. Im Jahre 1973 gründete Willy Comploj den Hockey Club Selva im benachbarten Wolkenstein. Dieser Verein gewann in seinem fast 30-jährigen Bestehen dreimal den Meistertitel der Serie B. Später fungierte er als Partnerverein für die Nachwuchsmannschaften des HC Gröden. 1980 wurde die B-Weltmeisterschaft 1981 an St. Ulrich vergeben, für die das bis dahin offene Eisstadion Setil überdacht wurde.
Im Jahre 1986 stieg der Verein freiwillig in die Serie B ab, da man dem Italo-Kaufrausch, der massiven Verpflichtung von Doppelstaatsbürgern vor allem aus Kanada, der anderen teilnehmenden Mannschaften nicht folgen wollte. 1992 folgte der Wiederaufstieg in die Serie A. Der HC Gröden spielte auch in der Alpenliga.
Im Jahre 1999 stand der Verein fast vor dem Aus, nachdem eine Mure das damals benutzte Eisstadion von St. Ulrich zerstörte. Nach diesem Unglück wurde das Eisstadion „Pranives“ in Wolkenstein zum Heimatstadion und der Verein mit dem dort ansässigen HC Selva fusioniert.

## Trainer
| Zeit           | Trainer                         |
| -------------- | ------------------------------- |
| 1927/28        | Mac Dick                        |
| 1968/69        | Zdeněk Bláha                    |
| 1974/75        | Zdeněk Bláha                    |
| 1975/76        | Walter Piccolruaz               |
| 1976/77        | Lasse Oksanen                   |
| 1977–1979      | Dave Chambers                   |
| 1979–1981      | Ron Ivany                       |
| 1982/83        | Jim Webster                     |
| 1983/84        | Nils Carlsson                   |
| 1984/85        | Stu Robertson, Miroslav Berek   |
| 1987/88        | Edmund Rabanser                 |
| 1988/89        | Gary Davidson                   |
| 1989/90        | Ron Ivany                       |
| 1990/91        | Dragomir Savić                  |
| 1991–1993      | Adolf Insam                     |
| 1993/94        | Jim Webster                     |
| 1994/95        | Dale McCourt                    |
| 1995/96        | Dave Chambers                   |
| 1996/97        | Ross Yates                      |
| 1998/99        | Achim Vinatzer, Hans Piccolruaz |
| 1999/2000      | kein Spielbetrieb               |
| 2000/01        | Paul Arsenault                  |
| 2001/02        | Thomas Kostner                  |
| 2002/03        | Murajica Pajič                  |
| 2003/04        | Per Hanberg                     |
| 2004–2006      | Doug Irwin                      |
| 2006/07        | Mark Cavallin                   |
| 2007/08        | Svein-Ove Nermo                 |
| 2008/09        | Ignaz Kavec, Jeff Flanagan      |
| 2009/10        | Paul Adey, Elmar Parth          |
| 2010/11        | Ron Ivany                       |
| 2011/12        | Erwin Kostner                   |
| 2012           | Thomas Kostner                  |
| 2012/13        | Gary Prior                      |
| 2013/14        | Henry Thom                      |
| 2014/15        | Jarno Mensonen                  |
| 2015/16        | Henry Thom, Ulrich Egen         |
| 2016–Jan. 2019 | Patrice Lefebvre                |
| 2019           | Timo Keppo                      |
| 2019–Jan. 2021 | Erwin Kostner                   |
| Jan.–Apr. 2021 | Joni Petrell                    |
| 2021–2022      | Hannu Järvenpää                 |
| 2022–2023      | David Musial                    |
| 2023           | Marco Liberatore                |
| 2023–2024      | John Miner                      |
| seit 2024      | Teppo Kivelä                    |

## Bekannte ehemalige Spieler
- Edmondo Rabanser
- Gary Leeman
- Erwin Kostner
- Fabrizio Kasslatter
- Lucio Brugnoli
- Adolf Insam
- Ken Lockett
- Jorma Valtonen
- Lasse Oksanen
- Gaston Gingras
- Aggie Casale
- Jarad Bourassa
- Jamie Schaafsma
- Derek Eastman
- Patrick Wallenberg
- Justin Mercier
- Ulrich Moroder